# Ruta de los pueblos blancos

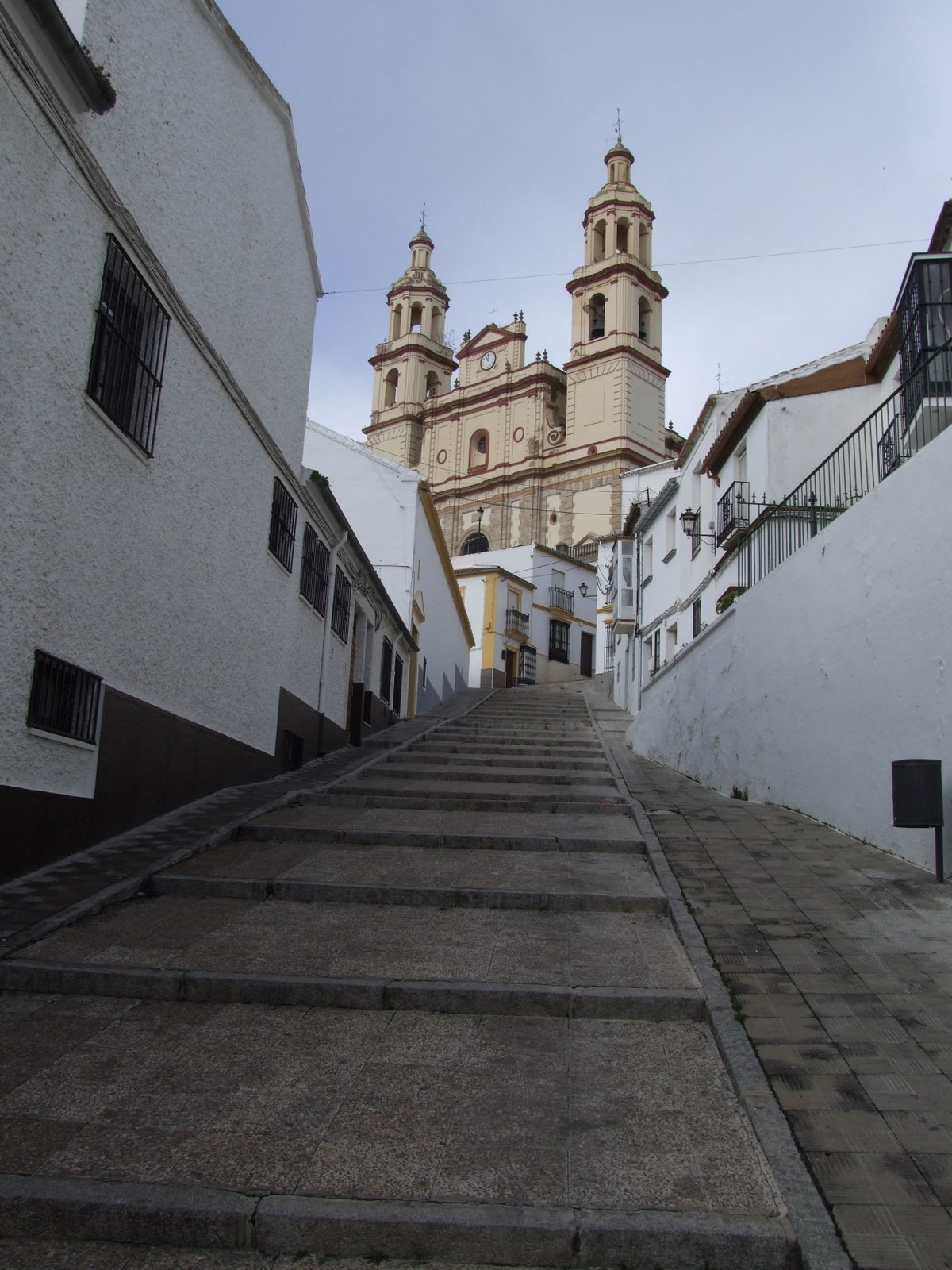
Iglesia en Olvera.

La Ruta de los pueblos blancos es una ruta turística en Andalucía, España, que comprende gran parte de los pueblos de la comarca de la Sierra y algunos de la comarca de la Janda de la provincia de Cádiz y de la Serranía de Ronda, en la provincia de Málaga. Su nombre viene del blanco de las fachadas de las casas de los pueblos, pintadas con cal para repeler el calor. Muchos de estos pueblos pertenecen al parque natural de la Sierra de Grazalema, lo que les da un factor adicional de interés turístico.

## Pueblos incluidos

### Ruta en la provincia de Cádiz
La zona de Cádiz tiene su propia ruta de los pueblos blancos que pasa por 19 localidades. Los pueblos incluidos en esta ruta son (por orden alfabético):

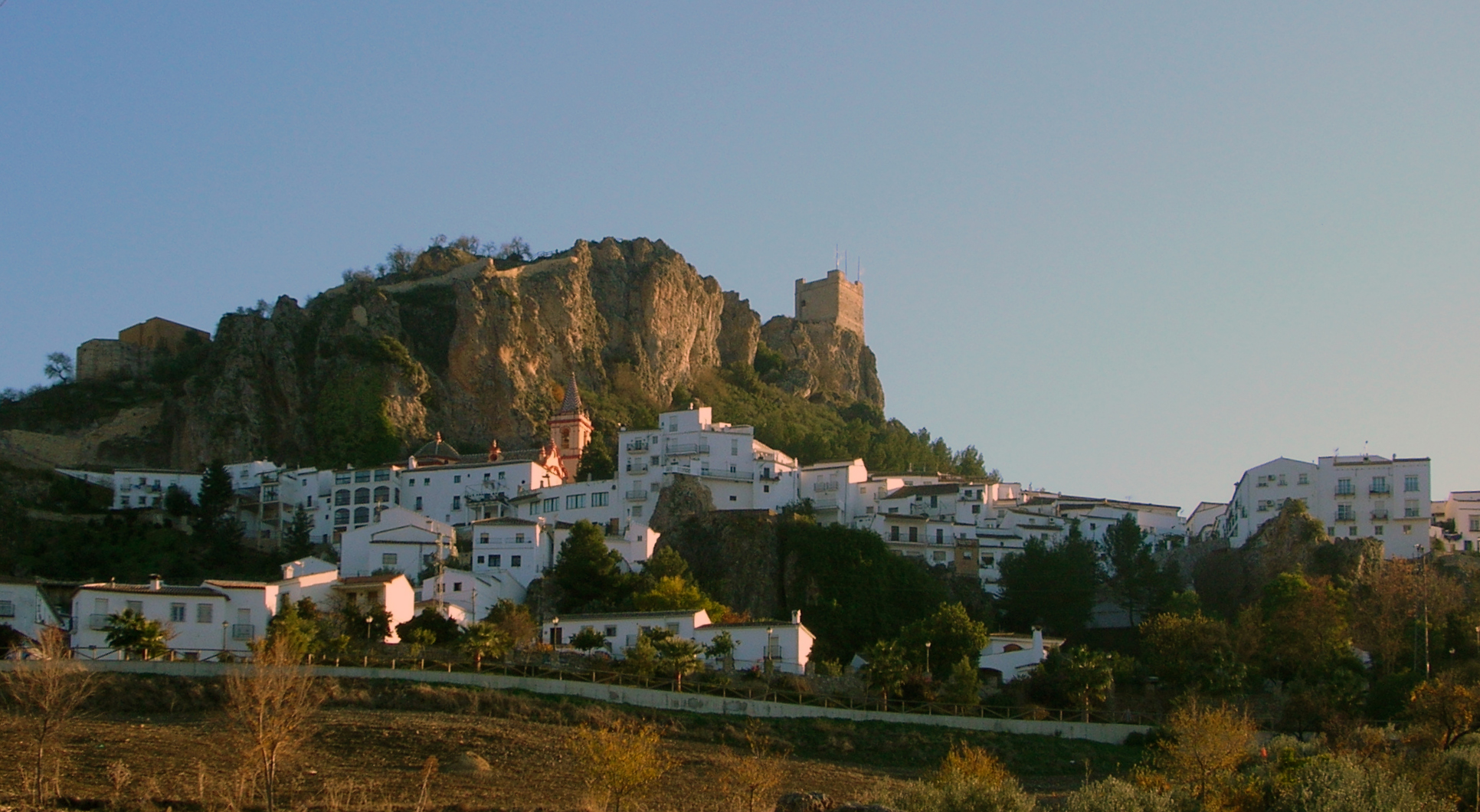
Zahara de la Sierra.

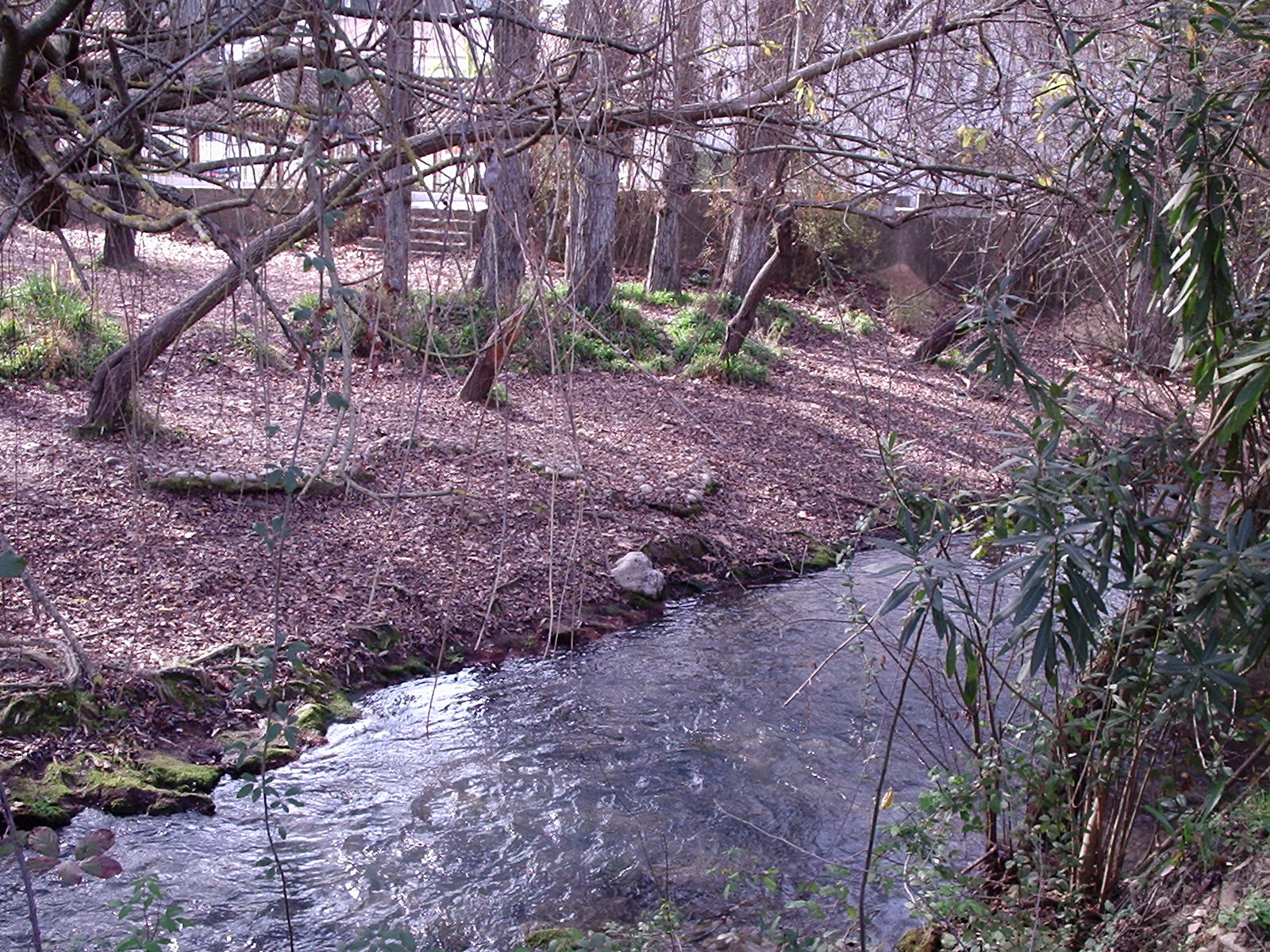
Río Majaceite a su paso por El Bosque.

- Algar
- Algodonales
- Arcos de la Frontera
- Benaocaz
- Benamahoma
- Bornos
- El Bosque
- El Gastor
- Espera
- Grazalema
- Olvera
- Prado del Rey
- Puerto Serrano
- Setenil de las Bodegas
- Torre Alháquime
- Ubrique
- Villaluenga del Rosario
- Villamartín
- Zahara de la Sierra

### Ruta en la provincia de Málaga
La provincia malagueña no tiene una ruta definida como tal, pero los principales pueblos blancos de la zona son:
- Casares
- Frigiliana
- Mijas
- Ronda[3]

## Galería

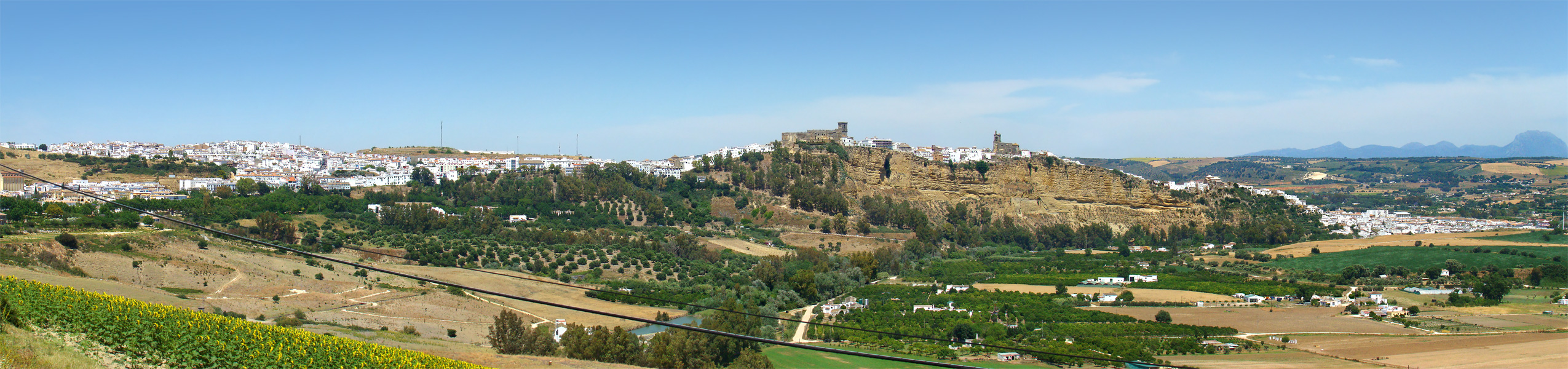
Arcos de la Frontera.
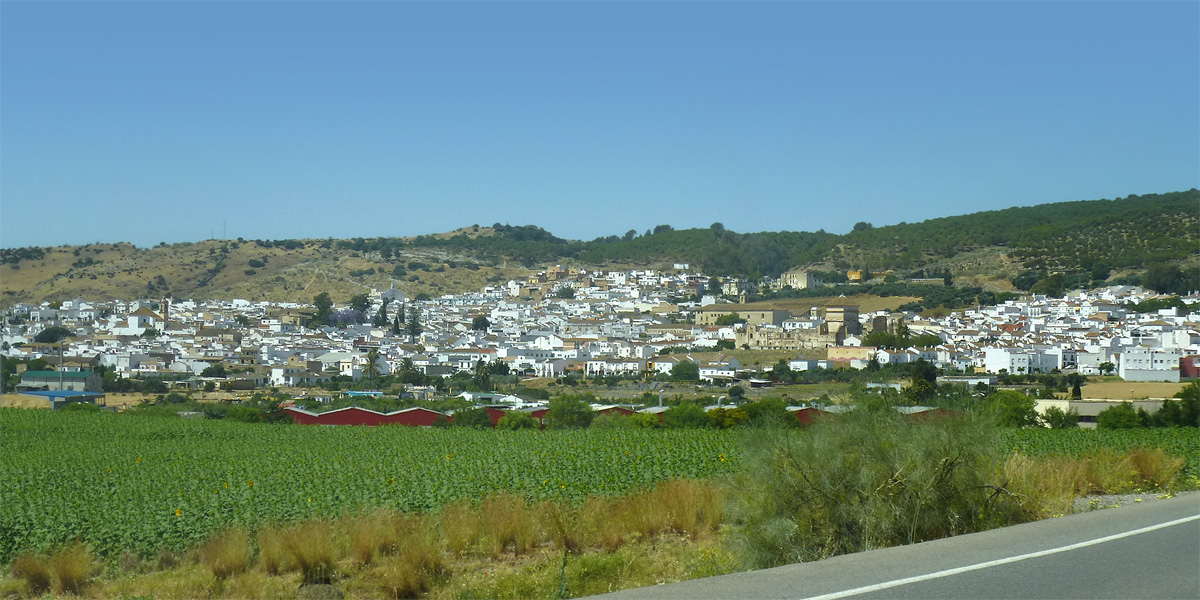
Bornos.
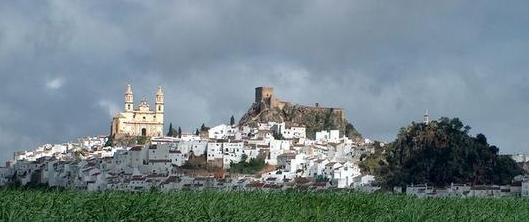
Vista de Olvera.
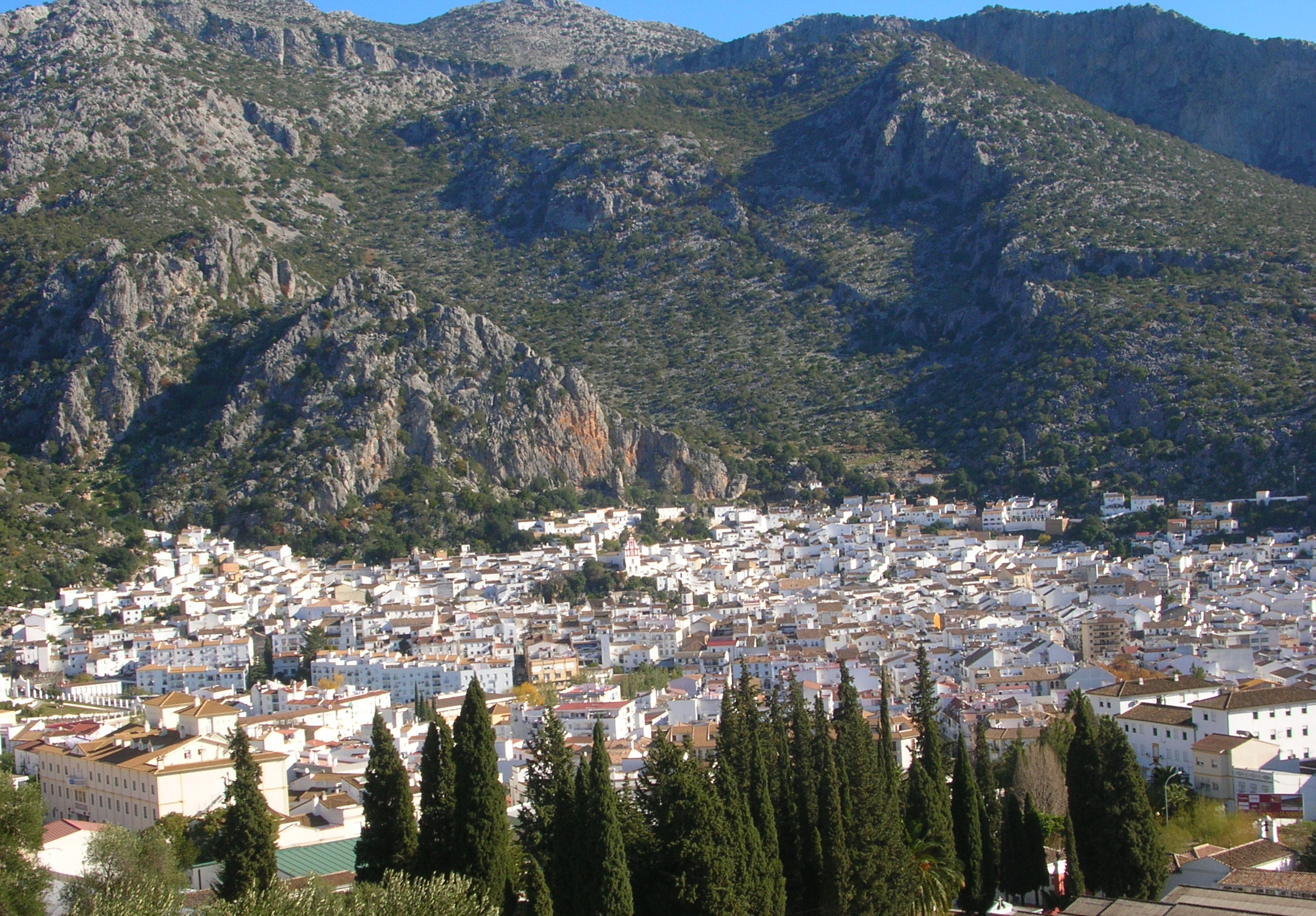
Ubrique.
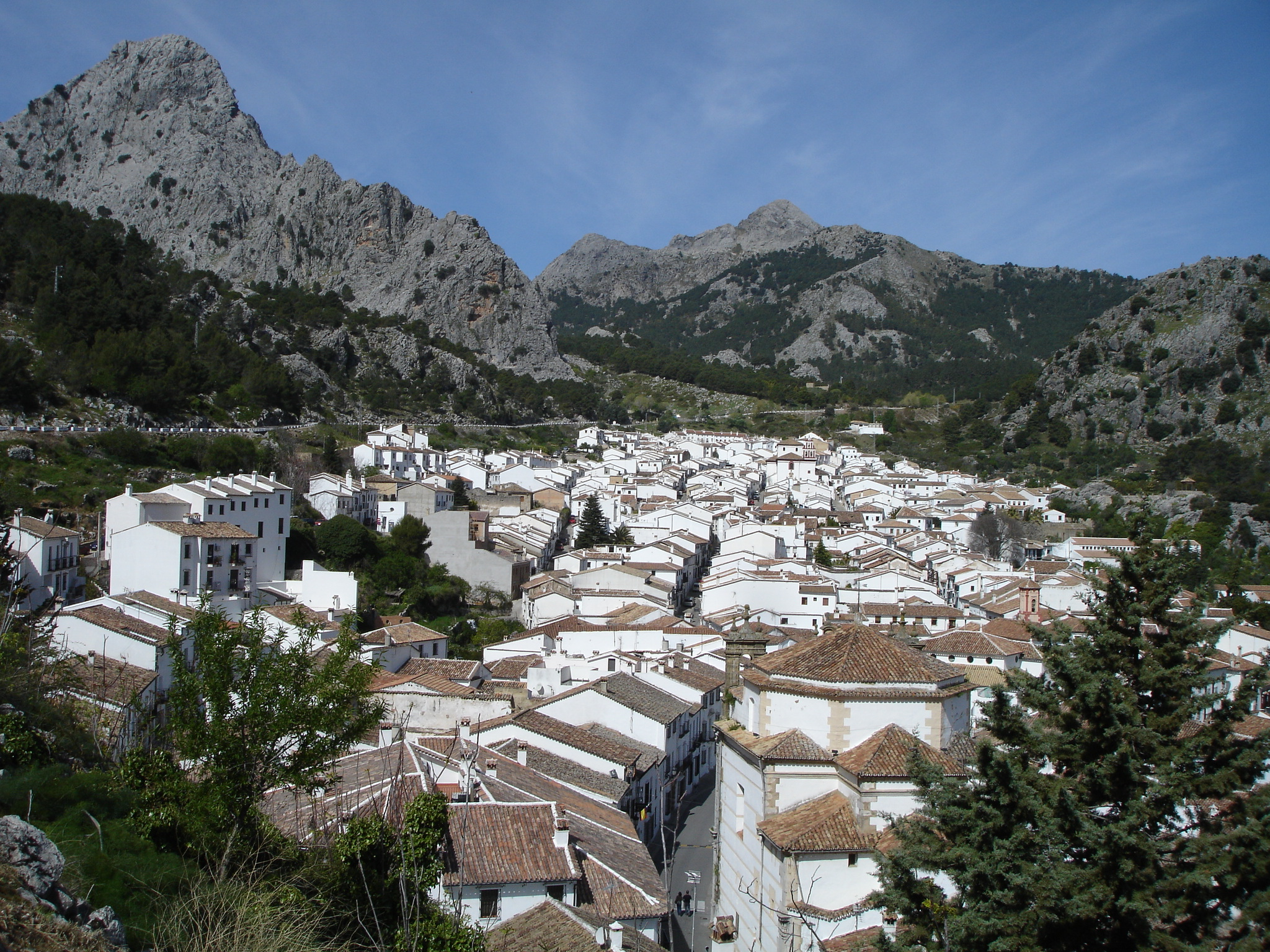
Grazalema
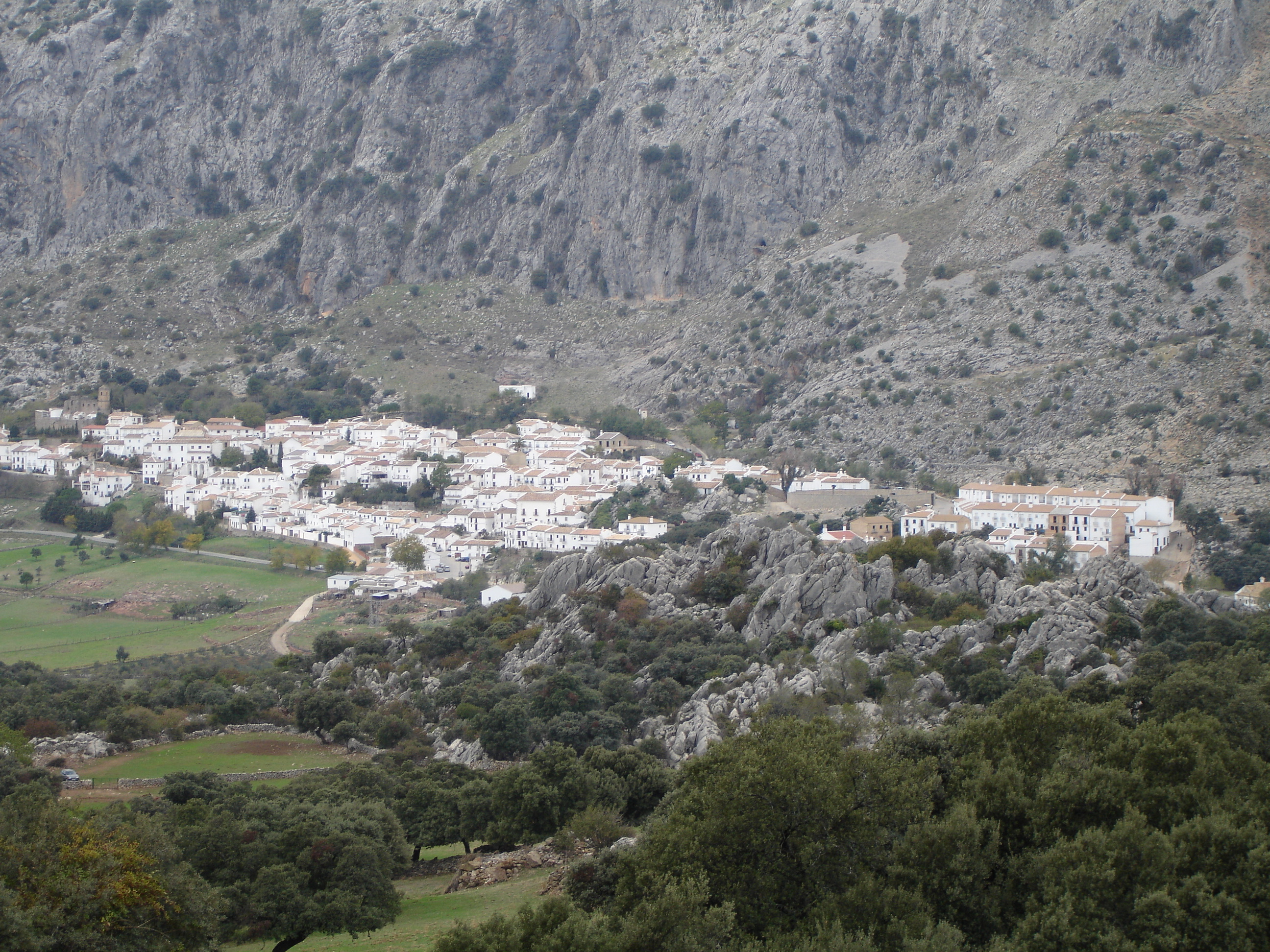
Villaluenga del Rosario
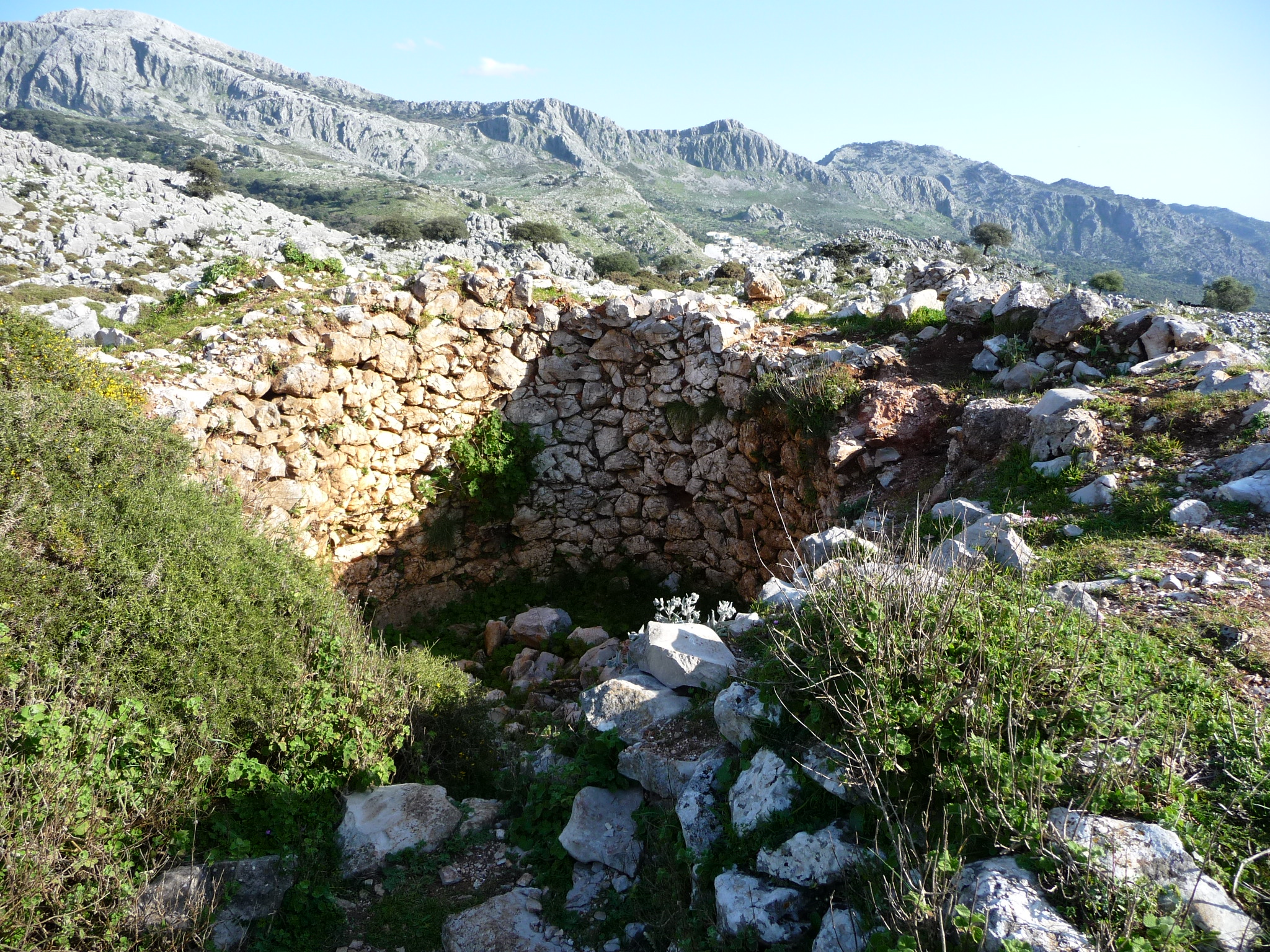
Calera antigua para la producción de cal